# Oncideres amo
Oncideres amo är en skalbaggsart som beskrevs av Maria Helena M. Galileo och Martins 2008. Oncideres amo ingår i släktet Oncideres och familjen långhorningar. Inga underarter finns listade i Catalogue of Life.